# Ostrauer Zeitung
Ostrauer Zeitung bylo německojazyčné regionální periodikum, vycházející v letech 1889–1939 v Moravské Ostravě.
Do roku 1892 vycházel 2× týdně, pak 3× týdně, od r. 1900 4× týdně a od r. 1905 jako deník až do svého zastavení v roce 1939. V letech 1890–1898 vycházel s českou přílohou.